# KLK14
Kallikrein-14 (KLK14) je protein, který je v lidech exprimován genem KLK14.
Kallikreiny jsou podskupinou serinových proteáz, které mají mnohé a častokrát úplně neobjasněné fyziologické funkce. Přibývá důkazů, že mnoho kallikreinů se účastní karcinogeneze a některé z nich mají potenciál jako nové markery mimo jiné pro rakovinu a kožní onemocnění, ale i další. Tento gen je jedním z 15 genů kallikreinové podskupiny, které jsou umístěny ve shluku na 19. chromozomu. Kromě svého klasického transkriptu byla popsána ještě další varianta, u které není jasná její funkce, respektive rozdíl oproti klasické variantě, ani přesná délka.
KLK14 dosahuje optimální aktivity podobné trypsinu při alkalickém pH 8, je aktivní v rozmezí pH 5,0 - 9,0 a je produkován jako zymogen, ale dokáže fungovat i podobným způsobem jako chymotrypsin. Aktivace KLK14 je zprostředkována KLK5 a po jeho aktivaci dále posiluje aktivitu pomocí pozitivní zpětné smyčky díky štěpení pro-KLK5, což je centrální proteáza KLK kaskády. Funkce KLK14 prozatím nebyla plně objasněna, ale jeho nejzásadnějším substrátem je PAR2. Jeho aktivita je mimo jiné inhibována širokou škálou proteinů, jako makroglobuliny, serpiny a inhibitorem serinových proteáz LEKTI, dále také pH v mikroprostředí různých tkání a kovovými ionty.